# Le Bel Homme
Le Bel homme («Красавец мужчина») est une comédie en quatre actes du dramaturge russe Alexandre Ostrovski composée en 1882. La première s'est déroulée le 26 décembre 1882 au Théâtre Maly de Moscou, la pièce a été présentée à Saint-Pétersbourg le 6 janvier 1883 au Théâtre Alexandra.
La pièce a été jugée négativement par la critique et en conséquence n'a été jouée que trente-neuf fois de 1884 à 1917. Elle a été adaptée à l'écran.

## Personnages
- Apollinaria Antonovna, dame d'un certain âge.
- Zoïa Vassilievna Okoïomova, sa nièce, jeune femme.
- Apollon Evguenievitch Okoïomov, son mari.
- Naoum Fedotytch Lotokhine, gentilhomme riche d'un certain âge, lointain parent de Zoïa Vassilievna.
- Fiodor Petrovitch Olechounine, jeune homme de condition moyenne, propriétaire terrien.
- Nicandre Semionovitch Loupatchiov, gentilhomme d'un certain âge, vivant sur un grand pied et jetant l'argent par les fenêtres. Sa réputation n'est pas parfaite et il n'est pas reçu par la bonne société.
- Sossipatra Semionovna, sa sœur, dame d'un certain âge, vêtue richement et de façon  originale, se comportant de manière indépendante et totalement libre, et ne se souciant pas de décence.
- Pierre et Georges (en français dans le texte), jeunes gens, amis de Loupatchiov, plutôt oisifs; se ressemblant, impeccablement habillés et coiffés de la même façon, à la dernière mode; peu bavards, timides et très convenables.
- Vassili, serveur au buffet de la gare.
- Akimytch, vieux domestique de Lotokhine.
- Pacha, bonne.
- Soussana Sergueïevna Loundycheva, jeune veuve très riche, nièce de Lotokhine.
- Ivan, laquais de Sossipatra Semionovna.

## Argument
Apollon Okoïomov, « bel homme », ayant épousé il y a quelques années la riche et belle Zoïa, a gaspillé sa fortune et songe à un remariage rentable. Il lui propose le divorce et après un combat douloureux elle finit par accepter. Lotokhine, achetant tous les domaines de ses proches, décide de comprendre ce qu'il se passe lorsque sa nièce Soussanna, également amoureuse d'Okoïomov, décide de vendre son domaine. Avec la participation de Sossipatra, le jeu d'Okoïomov finit par échouer. Son projet d'épouser la marchande millionnaire Soussanna Sergueïevna Loundycheva s'effondre également. Le nom et l'honneur de Zoïa sont restaurés. Malgré la demande d'Okoïomov, Zoïa n'a pas la force de retourner auprès de lui. Elle ne pourrait faire la paix que s'il trouve un jour dans son âme « au moins quelque chose de bon et d'honnête ».

## Représentations
- 26 décembre 1882 — Théâtre Maly. Rôles: Apollinaria Antonovna: Sadovskaïa, Okoïomova: Fedotova, Okoïomov: Mikhaïl Sadovski, Lotokhine: Makcheïev, Loundycheva: Nikoulina, Olechounine: Mouzil, Loupatchiov: Wilde, Pierre: Ioujine.
- 6 janvier 1883 — Théâtre Alexandra. Rôles: Okoïomova: Savina, Okoïomov: Petipa, Lotokhine: Varlamov, Olechounine: Sazonov, Pierre: Kachirine.
- 1940 — Théâtre d'Irkoutsk
- 1946 — Théâtre Mossoviet. Mise en scène: Iou. A. Chmytkine, dir. ar.: M. A. Vinogradov.
- 1999 — Théâtre dramatique de Riazan.
- 2006 — Théâtre d'art de Moscou. Mise en scène: V. N. Ivanov, dir. art. V. G. Serebrovski.
- 29 octobre 2011 — Théâtre Entreprise Mironov de Saint-Pétersbourg. Mise en scène: Iouri Tsourkanou, dir. art.: Vladimir Firer. Rôles: Okoïomova: O. Semenova, Okoïomov: Ya. Vorontsov, Lotokhine: E. Baranov, Olechounine: S. Diatchkov, Loupatchiov: D. Vorobiev, Sossipatra: O. Feofanova, Pierre: R. Ouchakov, Apollinaria Antonovna: I. Volguina, Loundycheva: K. Kouzmina, Georges: A. Rodimov, Akimytch: L. Elisseïev.
- 2018 - Théâtre dramatique de Rybinsk[2] - mise en scène: Guennadi Chapochnikov.